# Мексикано-панамские отношения
Мексикано-панамские отношения — двусторонние дипломатические отношения между Мексикой и Панамой. 

## История
Мексика и Панама были частью Испанской империи. В 1821 году эти страны получили независимость от Испании, Панама стала частью Великой Колумбии. В 1831 году Великая Колумбия распалась на три государства (Колумбия, Эквадор, Венесуэла) и Панама вошла в состав Колумбии. В 1856 году Мексика открыла консульство в Панама-Сити, посольство располагалось в Боготе. 
С 1899 по 1902 год в Колумбии была гражданская война, одним из итогов которой стало провозглашение независимости Панамой. 3 ноября 1903 года Панама стала независимой страной. 1 марта 1904 года Мексика и Панама установили дипломатические отношения. В 1970-х годах Мексика выступала посредником в переговорах Панамы и США касаемо контроля над Панамским каналом. В 1977 году Панама и Соединённые Штаты подписали договор Торрихоса-Картера и в декабре 1999 года Панама получила окончательный контроль над каналом. 
В 1980-х годах министры иностранных дел Колумбии, Мексики, Панамы и Венесуэлы участвовали в Контадорском процессе (дипломатические усилия ряда государств Латинской Америки по политическому урегулированию положения в Центральной Америке, вызванные вооружёнными конфликтами в Гватемале, Никарагуа и Сальвадоре и организационно оформленные в виде деятельности Контадорской группы и Группы поддержки Контадоры).
В 1989 году Мексика отозвала своего посла из Панамы, после предъявленных Соединёнными Штатами обвинений президенту Панамы Мануэлю Норьеге в отмывании денег и торговле наркотиками. В декабре 1989 года Соединённые Штаты вторглись в Панаму и свергли Мануэля Норьегу. В сентябре 1992 года Мексика и Панама восстановили дипломатические отношения. В настоящее время двусторонние отношения между Мексикой и Панамой достаточно крепкие.

## Торговля
В 2013 году объём двусторонней торговли между обеими странами составил сумму в 1,640,000,000 долларов США. Панама является четвёртым крупнейшим торговым партнером Мексики в Центральной Америке. В 2013 году мексиканские инвестиции в экономику Панамы составили сумму в 2,63 млрд долларов США. В апреле 2014 года обе страны подписали соглашение о свободной торговле.